# Iodur de potassi
El iodur de potassi, KI, és un compost inorgànic iònic que es presenta en forma de cristalls incolors. És lleugerament higroscòpic. Cristal·litza en el sistema cúbic com el clorur de sodi. Amb una llarga exposició a l'aire s'aprecia una coloració groga deguda a la formació de iode, I₂, i iodat.

## Reaccions químiques
- El iodur present en el iodur de potassi s'oxida fàcilment a iode, I₂, per acció de diferents oxidants, per exemple el clor, Cl₂:

2 KI(aq) + Cl2(aq) → 2 KCl + I2(aq)
- KI forma anions I3− quan es combina amb el iode elemental, I₂, que són més solubles que el I₂.

KI(aq) + I2(s) → KI3(aq)
- Les seves dissolucions aquoses amb iode poden atacar i dissoldre superfícies d'or.

## Aplicacions

### Fotografia
El iodur de potassi s'empra en fotografia en la preparació de iodur d'argent, AgI, per a les pel·lícules fotogràfiques d'alta velocitat, segons la reacció:
KI(aq) + AgNO3(aq) → AgI(s) + KNO3(aq)

### Medicina
- El iodur de potassi s'addiciona en petites quantitats a la sal de cuina per a prevenir malalties de manca de iode que poden afectar la glàndula tiroide.

- Les seves dissolucions saturades s'empren com a expectorant i, també, en el tractament de l'esporotricosi, una infecció causada per fongs.

- També és molt coneguda la seva aplicació per facilitar la dissolució del iode en l'antisèptic tintura de iode (dissolució entre el 3 i el 10% de iode en etanol).

- És un agent protector davant contaminació radioactiva de l'isòtop radioactiu del iode, que s'emmagatzema en la glàndula tiroide. La ingestió de iodur de potassi permet reduir l'acumulació del iode radioactiu.

### Química
- En química analítica el KI s'empra per a preparar dissolucions de iodurs per a iodometries, per a preparar paper iodur-midó i com a reactiu en espectroscòpia infraroja.

- En química orgànica el KI s'empra com a font de iode en les reaccions de síntesi orgànica.